# بطولة ويمبلدون 1901
قائمة ببطولات ويمبلدون لسنة 1901:

## فردي رجال
أرثر جور هزم  رينالد دوهيرتي. النتيجة: 4-6 7-5 6-4 6-4

## فردي سيدات
شارلت كوبر هزمت  بلانش باجيلي. النتيجة: 6-2, 6-2